# Scolymia
Scolymia es un género de corales duros de la familia Mussidae, clase Anthozoa.
Su esqueleto es macizo y está compuesto de carbonato cálcico. Tras la muerte del coral, su esqueleto contribuye a la generación de nuevos arrecifes en la naturaleza, debido a que la acción del CO2 convierte muy lentamente su esqueleto en bicarbonato cálcico, sustancia ésta asimilable directamente por las colonias coralinas.
Algunas de sus especies son de los corales más vívidamente coloridos, y por tanto, más apreciados en acuariofilia marina.

## Especies
Este género tiene las siguientes especies aceptadas como válidas en el Registro Mundial de Especies Marinas, y se encuentran en los siguientes estados de conservación:
- Scolymia cubensis Milne Edwards & Haime, 1849. Estado: Preocupación menor ver 3.1
- Scolymia lacera (Pallas, 1766). Estado: Preocupación menor ver 3.1
- Scolymia wellsii Laborel, 1967. . Estado: Datos deficientes ver 3.1

- Scolymia dubia (Duchassaing & Michelotti, 1860) (nomen dubium)

Habiendo reclasificado por sinonimia las siguientes especies:
- Scolymia australis (Milne Edwards & Haime, 1849) aceptada como Homophyllia australis (Milne Edwards & Haime, 1848)
- Scolymia lacrymalis (Milne Edwards & Haime, 1848) aceptada como Cynarina lacrymalis (Milne Edwards & Haime, 1848)
- Scolymia vitiensis Brueggemann, 1877 aceptada como Lobophyllia vitiensis (Brüggemann, 1877)

## Morfología
Se confunden frecuentemente con individuos de la especie Cynarina lacrymalis. La única manera efectiva de distinguirlos es observando los dientes de los septa, cuando el pólipo está retraído.
Son también pólipos solitarios, monocéntricos, o con una boca, aunque ocasionalmente pueden tener más, tanto dentro del mismo cáliz, como fuera. El cáliz se puede dividir. El diámetro del cáliz alcanza entre 6 y 8 cm, salvo en S. lacera que alcanza entre 15 y 20 cm. Los esqueletos tienen forma de copa, loma o salsera achatada. Pueden formar colonias, aunque no es frecuente. La columela es ancha y compacta. Los dientes de los septa primarios son grandes, regulares y contundentes.
Los colores del tejido del pólipo son verde, marrón, rojo, naranja, blanco, azul, púrpura o gris.
Los tentáculos son translúcidos, a través de ellos se pueden ver los dientes de los septa. Se sitúan en los márgenes del tejido oral y aparecen normalmente de noche, para atrapar presas del plancton. 

## Galería

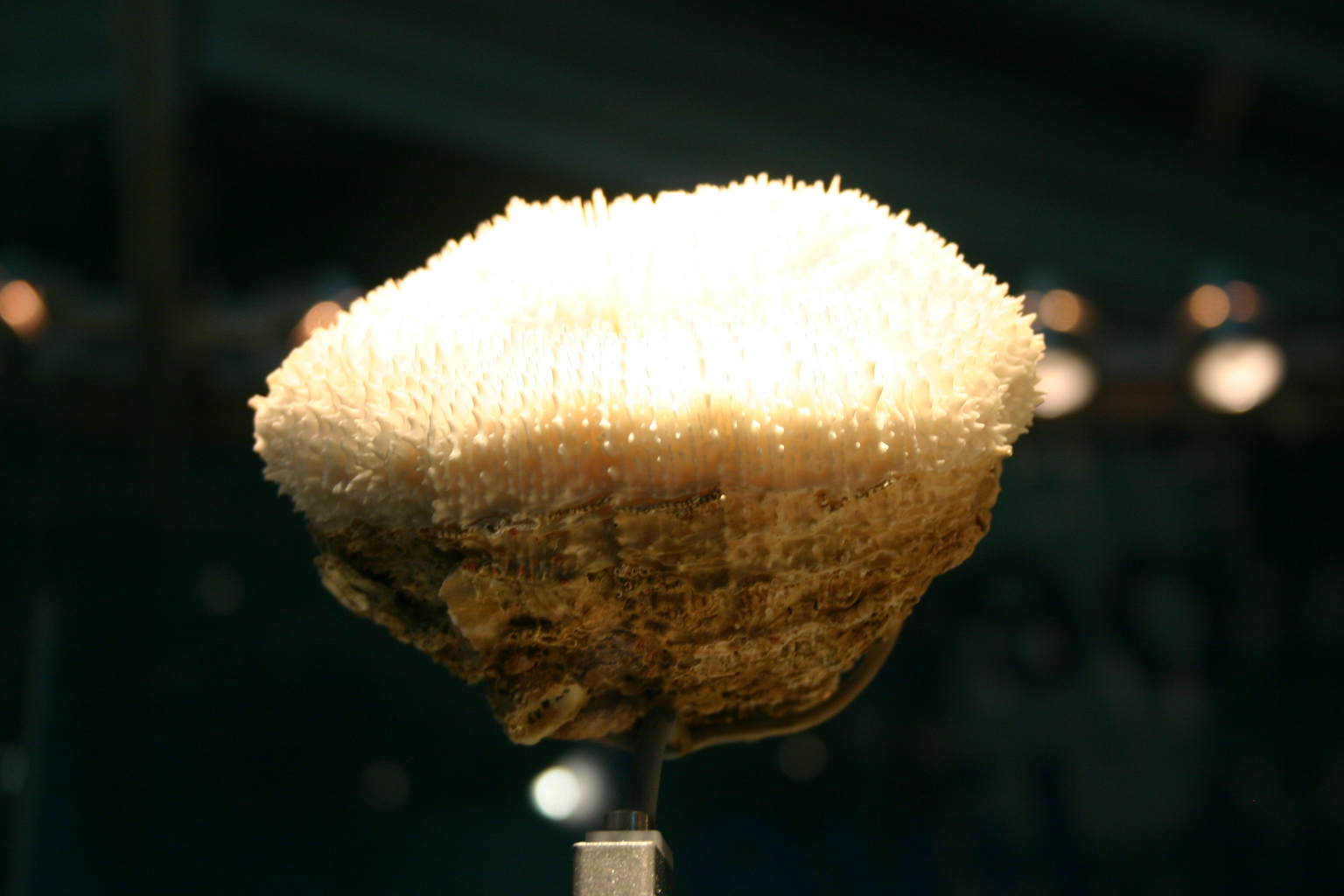
Esqueleto de S. lacera
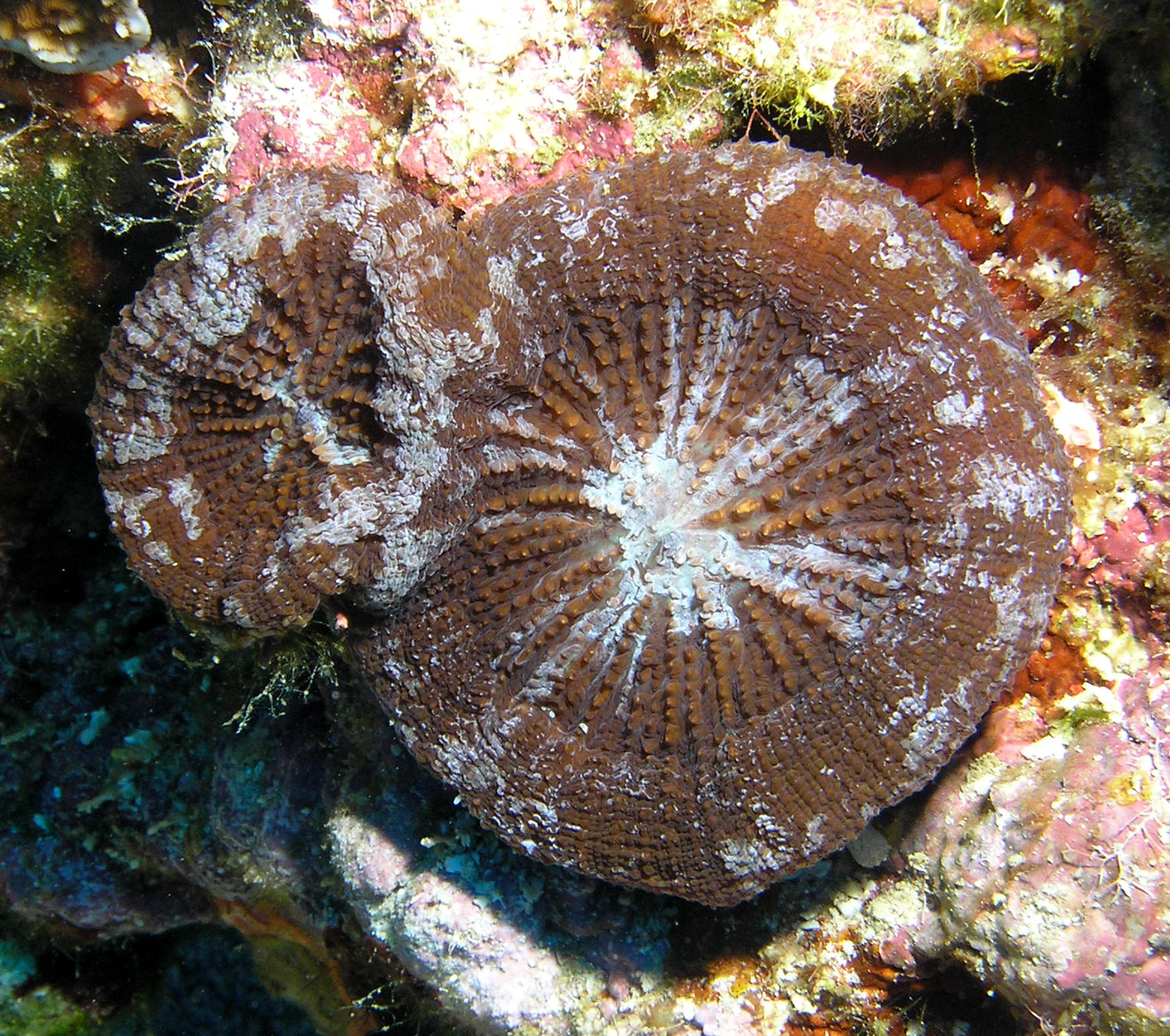
S. cubensis con un hijo generado por gemación
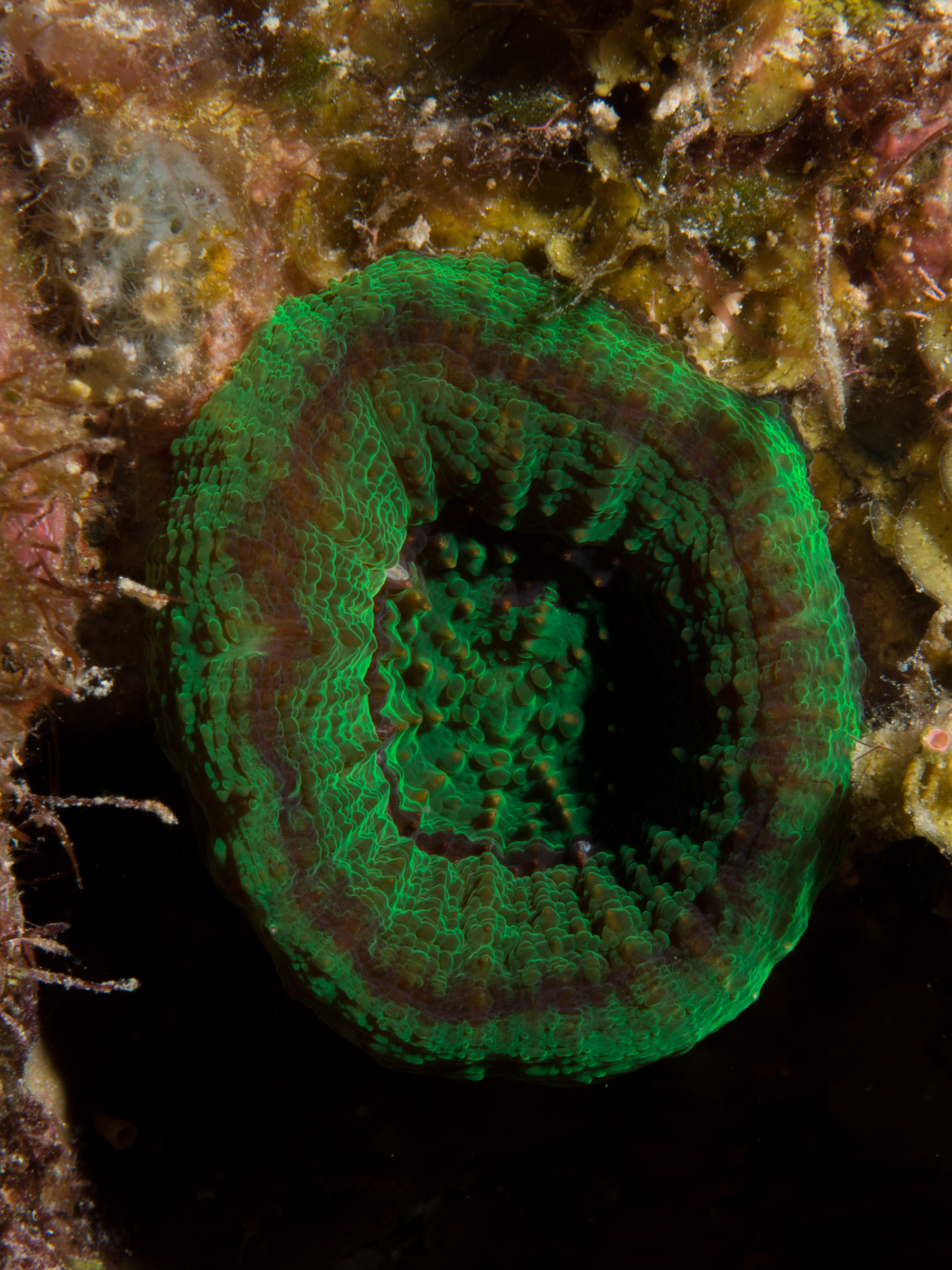
S. cubensis en Bonaire
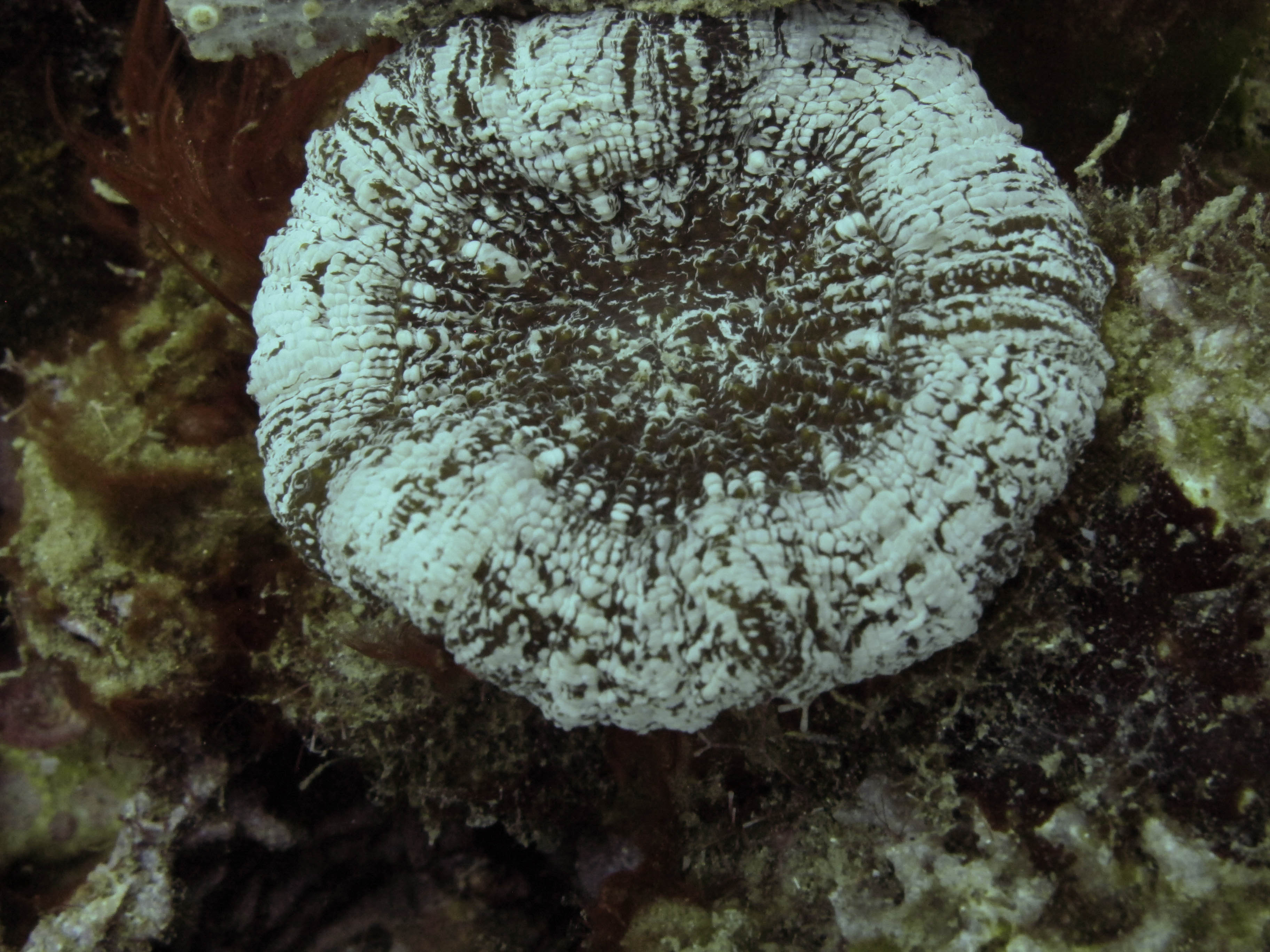
Scolymia sp, Cartagena, Colombia
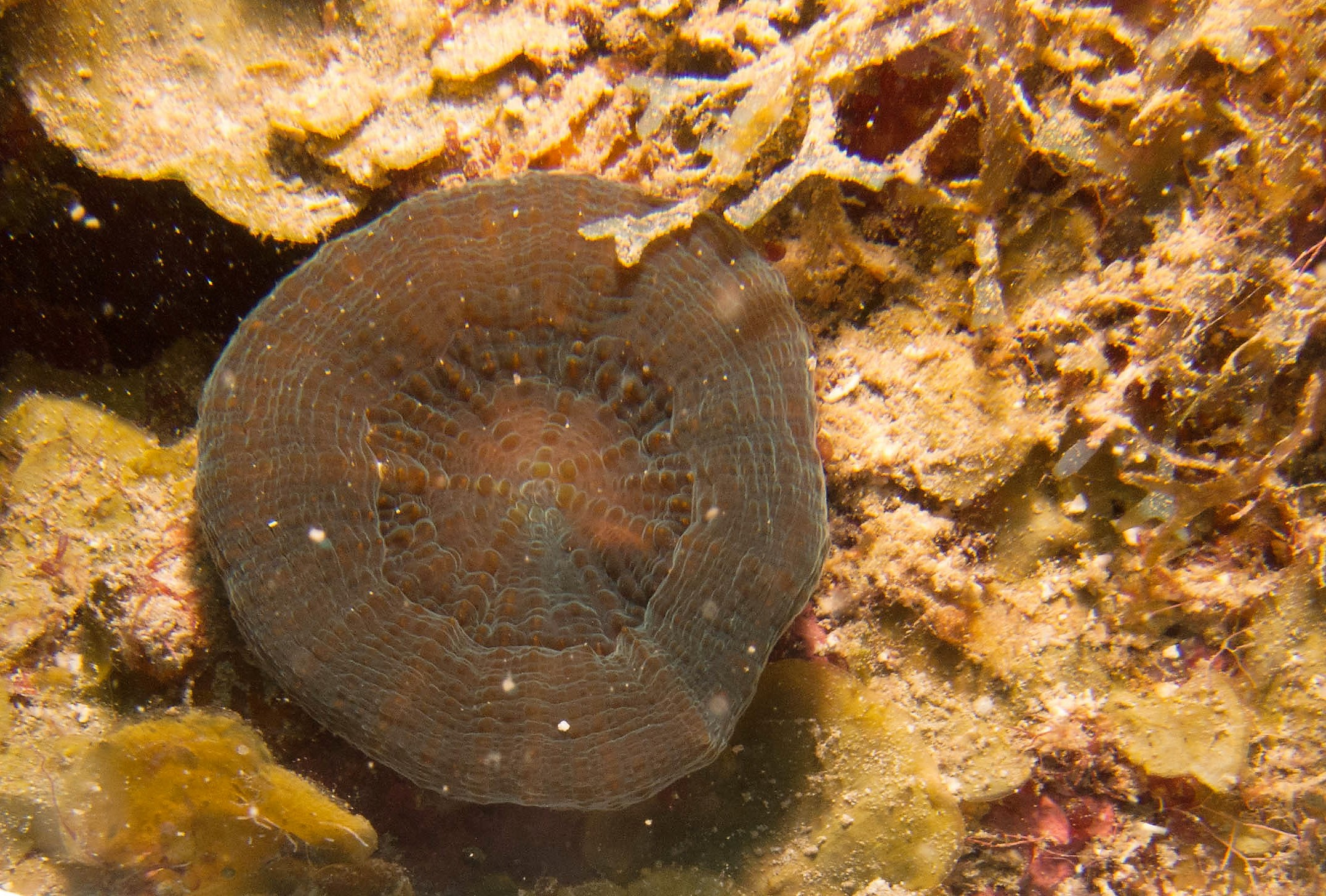
Scolymia sp, Curaçao
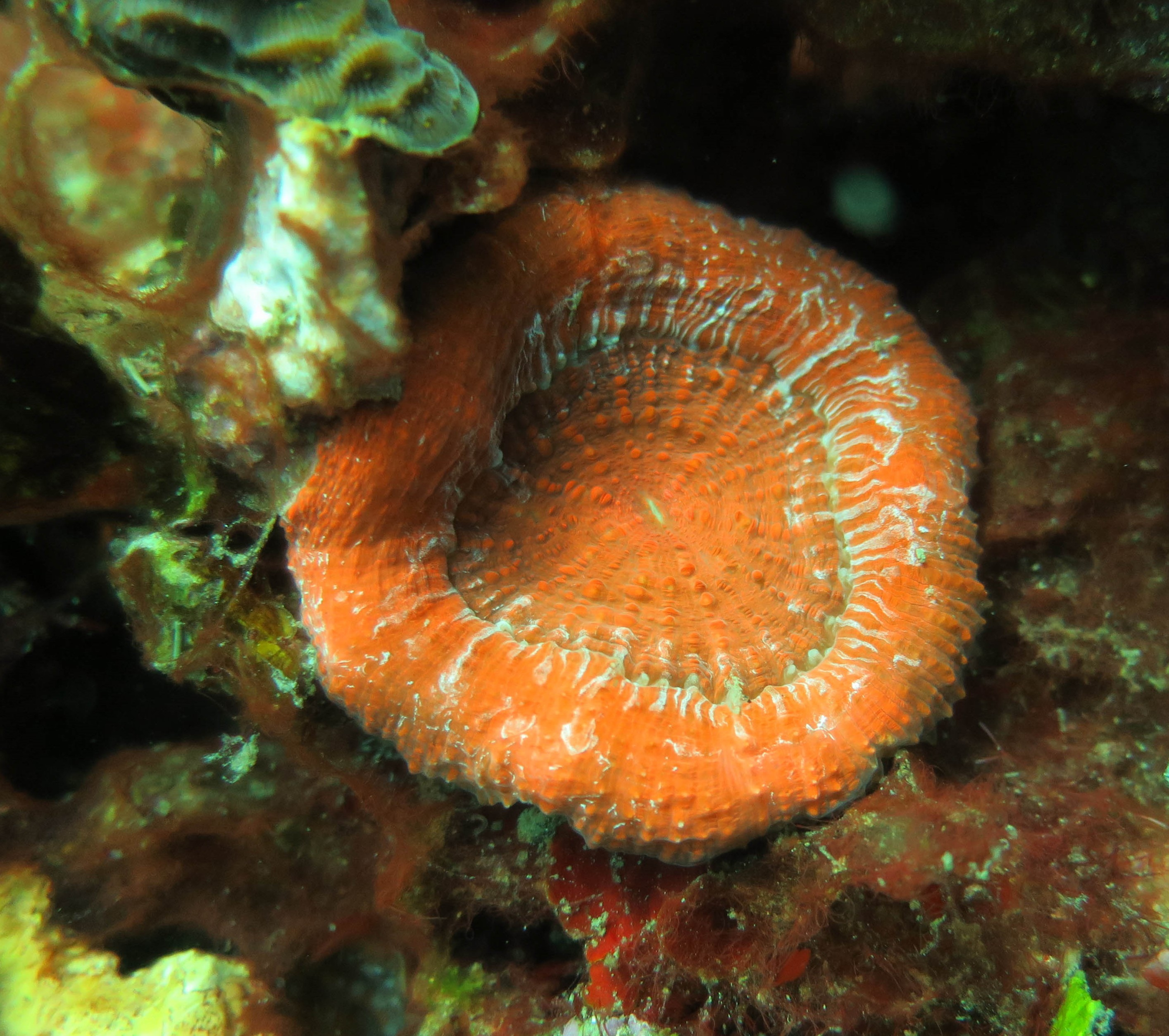
Scolymia sp, Colombia

## Hábitat y distribución
Este género puede encontrarse en diferentes hábitats, pero es más común en arrecifes profundos. Aparece en entornos tanto vertical como horizontalmente. Bajo salientes y cuevas. También se les encuentra en áreas protegidas como bahías.
Profundidad: de 1 a 109 m. Rango de temperatura: de 19.81 a 28.38 °C.
Se distribuyen en el Atlántico oeste tropical y subtropical, desde Florida, golfo de México, todo el Caribe y en Brasil.

## Alimentación
Los pólipos contienen algas simbióticas llamadas zooxantelas. Las algas realizan la fotosíntesis produciendo oxígeno y azúcares, que son aprovechados por los pólipos, y se alimentan de los catabolitos del coral (especialmente fósforo y nitrógeno). Esto les proporciona entre el 75 y el 95% de sus necesidades alimenticias. El resto lo obtienen atrapando plancton con la ayuda de sus tentáculos.

## Reproducción
Se reproduce  tanto sexual como asexualmente. Son hermafroditas y liberan al agua tanto huevos como esperma,  para que se fertilicen. Los huevos fertilizados se convierten en larvas que circulan en la columna de agua, antes de establecerse y convertirse en pólipos. Posteriormente, el pólipo genera un esqueleto, o coralito, y, en ocasiones, se reproduce asexualmente por gemación, dando origen a la colonia coralina.

## Mantenimiento
Es importante acertar desde un principio con la ubicación del coral. Este debe instalarse en la parte baja del acuario, con el esqueleto enterrado en arena gruesa  hasta la mitad aproximadamente . En caso de no instalarlo en la arena, lo colocaremos en el tercio inferior del acuario teniendo especial cuidado con las rocas para evitar que se dañen sus delicados tentáculos, ya que de ocurrir, corremos el riesgo de que coja alguna infección y se degenere rápidamente.
La iluminación debe ser media o alta, pero nunca colocarle justo debajo de la fuente principal de luz, ya que un exceso de iluminación puede conllevar la retracción del pólipo. La corriente debe ser suave.